# Eclissi solare del 31 maggio 2003
L'eclissi solare del 31 maggio 2003 è un evento astronomico che ha avuto luogo il suddetto giorno attorno alle ore 4:09 UTC.